# Корбонець
Корбонець (пол. Korboniec) — село в Польщі, у гміні Вішнево Млавського повіту Мазовецького воєводства.
Населення — 166 осіб (2011).
У 1975-1998 роках село належало до Цехановського воєводства.

## Демографія
Демографічна структура станом на 31 березня 2011 року:
|          | Загалом | Допрацездатний вік | Працездатний вік | Постпрацездатний вік |
| -------- | ------- | ------------------ | ---------------- | -------------------- |
| Чоловіки | 81      | 14                 | 55               | 12                   |
| Жінки    | 85      | 15                 | 45               | 25                   |
| Разом    | 166     | 29                 | 100              | 37                   |